# Tarsonemus elbrusi
Espèce
Tarsonemus elbrusi est une espèce d'acariens de la famille des Tarsonemidae.

## Répartition
Le spécimen type a été récolté en Russie dans le Caucase sur le mont Elbrouz à 3 550 m d'altitude sur une saxifrage.

## Classification
Le nom valide complet (avec auteur) de ce taxon est Tarsonemus elbrusi Kaliszewski (d) & Sell (d), 1985,.

### Étymologie
Son épithète spécifique, elbrusi, fait référence à sa localité type, le mont Elbrouz (« mount Elbrus » en anglais).

### Publication originale
- (en) Marek Kaliszewski et Danuta Sell, « Tarsonemus elbrusi sp. nov. (Acari, Heterostigmae), a new species of the genus Tarsonemus Canestrini et Fanzago from the Caucasus », Acarologia, France, vol. 26, no 3,‎ 1985, p. 239-251 (ISSN 0044-586X, e-ISSN 2107-7207, lire en ligne, consulté le 30 juillet 2024).